# Jona Moro
Jona Moro (* 1995 in Linz) ist eine nichtbinäre österreichische Person, die schauspielerisch tätig ist.

## Leben
Jona Moro wuchs im Mühlviertel auf. Ab dem 13. Lebensjahr spielte Moro regelmäßig in Theaterclubs des Landestheaters Linz, unter der Leitung von Thomas Pohl und Nora Dirisamer. Nach der Matura am Georg-von-Peuerbach-Gymnasium studierte Jona Moro Journalismus und Medienmanagement an der FHWien der WKW und später Internationale Entwicklung an der Universität Wien. 2022 schloss Moro die Schauspielausbildung an der DiverCITYLAB-Akademie mit der Bühnenreifeprüfung in Wien ab.
Bereits während des Studiums war Jona Moro unter anderem an den Wiener Theatern Werk X, Dschungel Wien, Theater Nestroyhof Hamakom, Volx/Margareten, TheaterArche, Theater am Spittelberg und Theater Brett schauspielerisch tätig.
 Persönliches
Jona Moro identifiziert sich als agender (nichtbinär), die Pronomen sind hen/hem.

## Theater (Auswahl)
- 2013: Das Heldenprojekt, Landestheater Linz (R.: Nora Dirisamer)[3]
- 2017: Scheiternhaufen, Volx Margareten (R.: Mona Schwitzer & Benedikt Simonischek)
- 2018: Tent Sweet Tent, Wir sind Wien Festival (R.: Yosi Wanunu)
- 2018: Time to desert – Kollektiver Selbstmord statt Widerstand, Dschungel Wien (R.: Katharina Kummer)[4]
- 2018: Das Herz eines Boxers, Theater Brett & Theater am Spittelberg (R.: Reinhard Kutschera)
- 2019: Darf ich bitten, Rote Bar des Volkstheater Wien (R.: Kari Rakkola)
- 2019: Schampus-Party, Ega (R.: Katharina Dungl)[5]
- 2019: Traum / TK \ Körper, Performance (R.: Jona Moro)
- 2019: Was ihr wollt, Dschungel Wien (R.: Corinne Eckenstein)[6]
- 2020: Intonation der Stille, TheaterArche (R.: Katharina Dungl)[7][8]
- 2021/22: Love me Tinder, Theater Nestroyhof Hamakom & Werk X (R.: Yosi Wanunu)[9]

## Filmografie
- 2021: Hysterical Sisters (R.: Chiara Schreder)
- 2022: Die Grenze zur Unendlichkeit (R.: Herbert Gantner)
- 2022: Das Lauterwerden aus der Stille (R.: Katharina Dungl)
- 2022: passage (R.: Jasmin Selen Heinz)[10]
- 2023: Wald (R.: Elisabeth Scharang)
- 2024: Die Toten vom Bodensee – Die Messias (Fernsehreihe)
- 2024: SOKO Linz – Hopfen und Malz (Fernsehserie)
- 2025: Auf der Walz – Drei Jahre und ein Tag (Fernsehfilm)